# Vinicio Berti
Vinicio Berti (* 1921 in Florenz, Italien; † 1991 ebenda) war ein italienischer Maler, Illustrator, Karikaturist und Comiczeichner. Er gehörte zu den Gründern der „abstrakten klassischen Florentiner“ und war einer der bedeutendsten italienischen Künstlerpersönlichkeiten der Nachkriegszeit.

## Biografie
Berti debütierte als Maler in den frühen vierziger Jahren mit Werken „Real-expressionistischer Malerei“. 1945 gründete er zusammen mit den Künstlern Bruno Brunetti, Fernando Farulli, Gualtiero Nativi und mit dem Dichter Alberto Caverni, die Zeitung Torrente, mit einer revolutionären kulturellen Ausrichtung und unter Beteiligung führender Protagonisten der innovativen Kunst Italiens. Nach einer kurzen künstlerischen Phase von 1945 bis 1947 mit Arbeiten im Zeichenstil des Kubismus und Futurismus, widmete er sich ab 1947 der abstrakten Malerei. Mit den Künstlern Con Brunetti, Alvaro Monnini, Nativi und Mario Nuti gründete die Bewegung Astrattismo classico (Klassische Abstraktion) und verfasste dazu 1950 ein Manifest. Zwischen 1951 und 1956 schuf er eine ganze Reihe von Arbeiten, die von ihm selbst als „Expansion der klassischen Abstraktion“ definiert wurde. In den 1960er Jahren fertigte er auch mehrere Grafiken dieser Stilrichtung an. 1963 wurde er in Florenz mit den Kunstpreis Il Fiorino ausgezeichnet. In den 1970er und 1980er Jahren, bis zu seinem Ableben 1991, führte Vinicio Berti sein künstlerisches Schaffen mit einem gleichen großen Engagement sowie auch auf einen hohen qualitativen Niveau weiter. Viele seiner geschaffenen Werke sind heute als Sehenswürdigkeiten in Florenz in der Galleria d’Arte Moderna (Florenz) (Galerie für Zeitgenössische Kunst) am Lungarno delle Grazie und in der Galleria Numero zu sehen.
Parallel zu seiner Tätigkeit als Maler, wirkte er in Publikationen, meist für Kinder als Illustrator und Karikaturist für Zeitschriften sowie als Comiczeichner. Sein Debüt in diesem Bereich hatte er 1947 mit seiner gezeichneten Version von „Pinocchio“. In den folgenden Jahrzehnten illustrierte er die Geschichten der Charaktere wie Gian Burrasca und Ciondolino. Für die italienische kommunistische Tageszeitung L’Unità und deren wöchentlichen Kinderbeilage Il Pioniere entwickelte und zeichnete die Comicfiguren Chiodino (Ferri) und Atomino, die auf Geschichten des italienischen Schriftstellers Marcello Argilli beruhen, der ebenfalls für diesen Verlag arbeitete. Als wöchentliche Fortsetzungsserie erschien der Atomino-Comic dann bis 1965. Später wurde der Atomino-Comic in Italien von Berti und Argilli auch in Buchform, bzw. Comicalbenform veröffentlicht und von 1969 bis 1974 in einer zweiten Serie in der wöchentlich erscheinenden Beilage, sowie mit dem ähnlichen Namen: Pioniere der Frauenzeitschrift Noi Donne, noch einmal weitergeführt. In der DDR begann man ab 1964 teilweise in veränderter Form in der Kinderzeitschrift FRÖSI mit dem Nachdruck dieses Comics und später legte sie als Beilagen dieser Zeitschrift im Piccolo-Format bei. Argillis Geschichten wurden auch in der DDR mit seinen Illustrationen als Roman im Kinderbuchverlag Berlin veröffentlicht.

## Bibliographie (Auswahl)
- Atomino, Illustrationen von Vinicio Berti, Roman von Marcello Argilli und übersetzt von Egon Wiszniewsky, Kinderbuchverlag, Berlin 1970, 172 S.
- Le avventure di Chiodino, Illustrationen von Vinicio Berti, Texte von Marcello Argilli, Verlag Mondadori, Mailand 1974
- Carlo Pirovano, La pittura in Italia: Il Novecento/2: 1945-1990, Pirovano, Autor: Electa, Mailand 1993, Berti, Vinicio, ISBN 88-435-3982-5
- El Diario De Gian Tormenta/ the Diary (El Barco De Vapor), Illustrationen von Vinicio Berti, Verlag Ediciones SM, Madrid 1999, ISBN 978-8434868243
- Vinicio Berti. Espansione dell'astrattismo classico,  Vinicio Berti (Autor, Kunstwerke und Illustrationen), Verlag Galleria Spriano, Rom 1988
- Vinicio Berti. Dipinti e disegni, Kunstkatalog 1940-1991 von Vinicio Berti, Verlag Giunti Rom 2000, ISBN 978-8809017320
- Vinicio Berti nel segno A--H per il 2000 e oltre, 2000, ISBN 978-8883045462
- Astrattismo classico. 1947-1950, Verlag Open Art, Rom 2002
- Vinicio Berti. Diari e letture (1942-1952), Verlag Varia, ISBN 978-8850001200
- Le avventure di Pinocchio (Geschichte von Burattino), Illustrationen von Vinicio Berti, Verlag Città di Terni, Rom 2002
- Vinicio Berti. Pittura totale,  mit Kunstwerken und Illustrationen von Vinicio Berti1 - 1949-1991, Verlag Spazio Tempo, Rom 2003

## Ausstellungen
- Palazzo Strozzi (Florenz, 1947)
- Rassegna Nazionale d’Arte (Rom, 1947)
- Arte Astratta e concreta in Italien, Galleria Nazionale d’Arte Moderna (Rom, 1951)
- The Parker Exhibition of the Contemporary Italian Painting, Ausstellung zu zeitgenössischer italienischer Malerei mit Vinicio Berti (New York, 1959)
- Palazzo Vecchio (Florenz, 1981)
- Vinicio Berti. Dipinti, disegni (1941-1981), Gemälde und Zeichnungen im Palazzo dei Congressi (Florenz, 1984), Kurator Alessandro Lazzeri
- Quadriennale di Roma, XI Quadriennale (Rom, 1986)
- Vinicio Berti. Espansione dell'astrattismo classico. Dipinti 1951-1987, Palazzo Strozzi-La Strozzina, (Florenz, 1987), Kuratoren Alessandro Lazzeri und Claudio Spadoni
- Centro d'arte Spaziotempo (Florenz, 2001)
- Palazzo della Permanente (Mailand, 2003)